# SC Armin München
Der SC Armin München ist ein 1893 gegründeter Sportverein aus München, der durch seine Fußball- und Ringerabteilung überregionale Bekanntheit erlangte. Bevor er Präsident des TSV 1860 München wurde, übte Karl-Heinz Wildmoser einen Vorstandsposten beim SC Armin aus.

## Fußball
Die Fußballmannschaft des SC Armin war in den Spielzeiten 1920/21 und 1921/22 in der damals erstklassigen Kreisliga Südbayern vertreten. In der Saison 1936/37 klopfte sie noch einmal ans Tor zur Erstklassigkeit, nachdem sie vor 10.000 Zuschauern die Bezirksligameisterschaft gegen den Stadtrivalen SC Bajuwaren gewann, der seinerseits im selben Jahr die beiden Münchner Großvereine FC Bayern und TSV 1860 in der Qualifikationsrunde um den Tschammerpokal besiegt hatte. Jedoch scheiterte der SC Armin anschließend in der Aufstiegsrunde.

## Ringen
Bei den Deutschen Ringermeisterschaften belegten Otto Hirsch (1949) und Gottfried Liebl (1966) jeweils einen dritten Platz im Leichtgewicht.

## Judo
Willy Huber wurde 2018 Deutscher Meister Ü30, Europameister Ü30 und Weltmeister Ü30 bei der Weltmeisterschaft in Cancun.